# Volendams Opera Koor
Het Volendams Opera Koor is een koor uit Volendam, dat optreedt in het traditionele Volendammer kostuum. Het koor bestaat uit meer dan 100 leden.

## Geschiedenis
Het Volendams Opera Koor werd opgericht in 1951 in Volendam door Klaas Mooijer. De eerste jaren heette het koor het VOOG (Volendam Opera en Operette Gezelschap). In 1959 kreeg het koor internationale bekendheid toen de Italiaanse tenor Tito Schipa tijdens zijn afscheidstournee ook Volendam aandeed. Een uitnodiging om met het koor op Broadway op te treden werd echter afgeslagen.
Dirigent van het koor waren onder anderen Jan Steur, Reinhardt van Randwijk, Job Maarse en Klaas Venneker.
Voor het optreden ter gelegenheid van het twaalf-en-een-half jarig bestaan van het koor werd de Italiaanse operazanger Giuseppe Forgione uitgenodigd. In 1967 trad het koor op tijdens het Boekenbal. In 1985 trad het koor op voor Paus Johannes Paulus II in de Beatrixhal van de Jaarbeurs in Utrecht. In 1995 deed het koor mee aan de televisieactie ten bate van de slachtoffers van de watersnood in Limburg.
Het koor heeft vele elpees en CD's opgenomen.

## Galerij

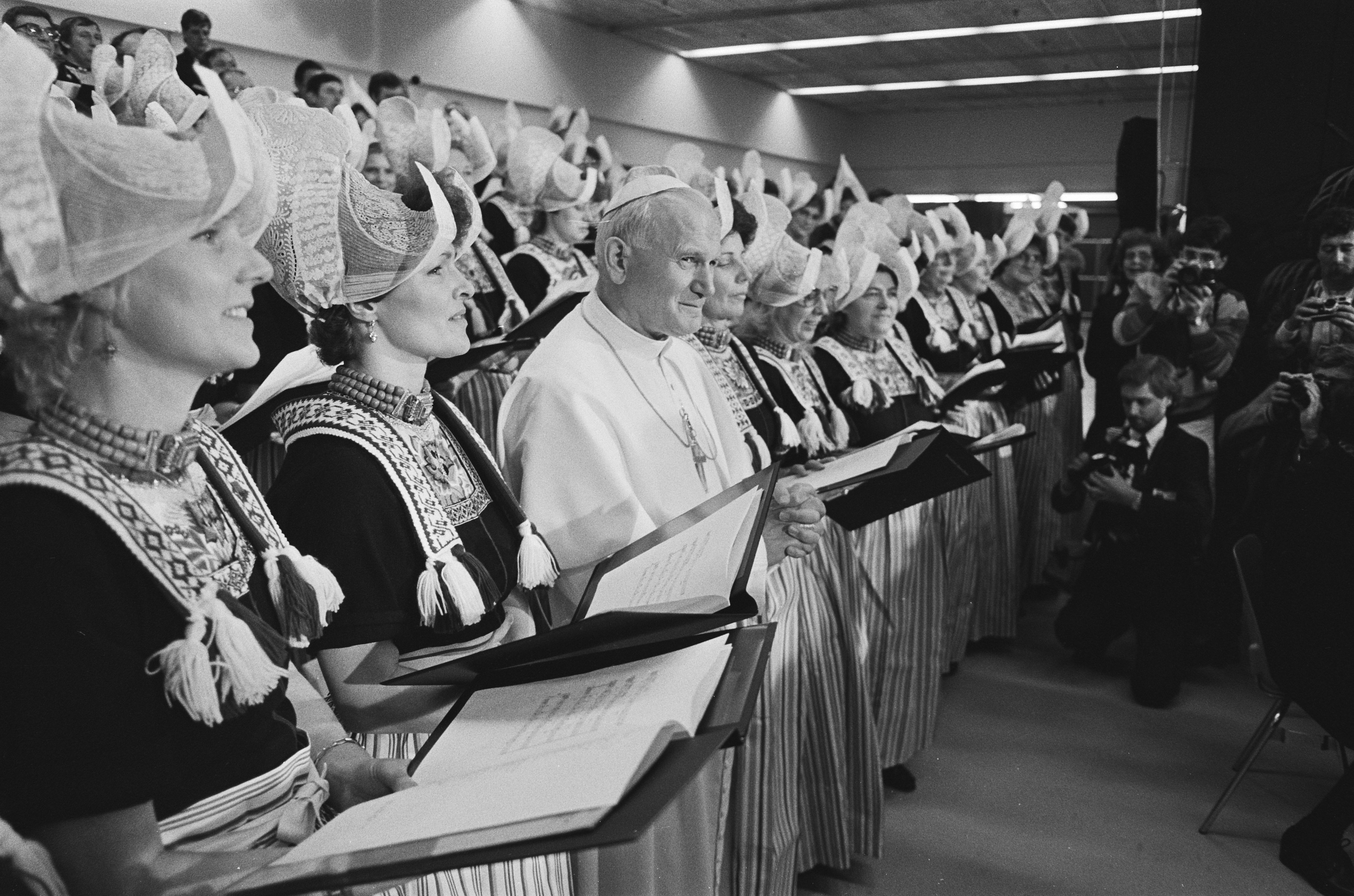
Optreden voor Paus Johannes Paulus II
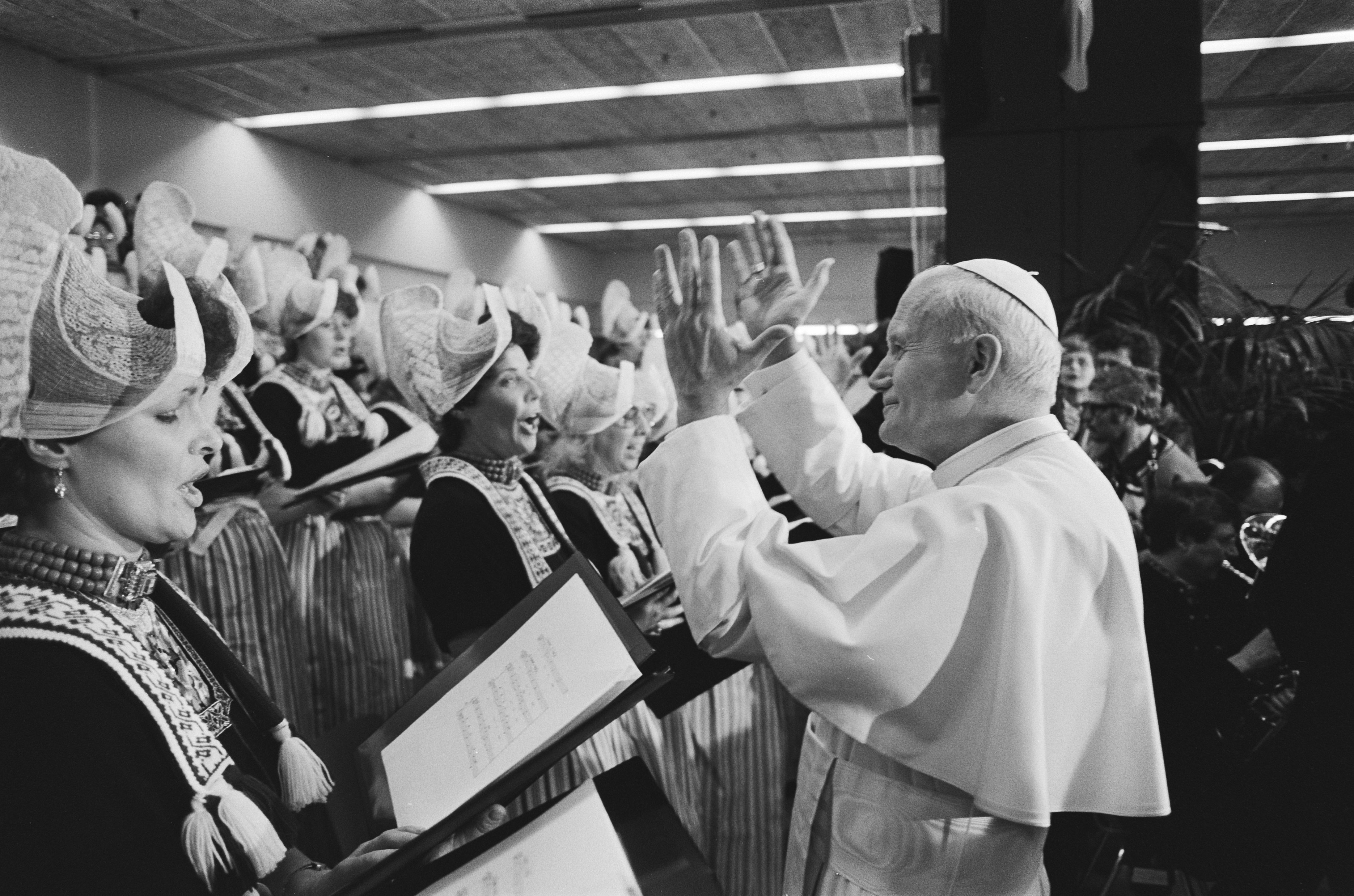
Optreden voor Paus Johannes Paulus II